# غريغول تشانتوريا
غريغول تشانتوريا هو لاعب كرة قدم جورجي في مركز حراسة المرمى، ولد في 25 سبتمبر 1973 في سامتريديا في جورجيا. شارك مع منتخب جورجيا لكرة القدم. أما مع النوادي، فقد لعب مع توربيدو كوتيسي وديلا غوري ونادي تافريا سيمفروبول ونادي دينامو باتومي ونادي زستافوني ونادي سامتريديا ونادي سيوني بولنيسي ونادي ميتالورغي روستافي.

## وصلات خارجية
- غريغول تشانتوريا على موقع قاعدة بيانات كرة القدم.إي يو (الإنجليزية)
- غريغول تشانتوريا على موقع ناشيونال فوتبول تيمز (الإنجليزية)
- غريغول تشانتوريا على موقع Soccerway.com (الإنجليزية)
- غريغول تشانتوريا على موقع عالم كرة القدم.نت (الإنجليزية)